# Boudler
Boudler (Luxemburgs: Buddeler, Duits: Budler) is een plaats in de gemeente Biwer en het kanton Grevenmacher in Luxemburg.
Boudler telt 65 inwoners (2001).